# Менструальная синхронность
Менструа́льная синхро́нность, также известная как эффе́кт Маккли́нток, — предположительный биологический процесс, при котором у женщин, живущих бок о бок, постепенно гармонизируется менструальный цикл (дата начала менструального кровотечения).
В статье Марты Макклинток 1971 года, опубликованной в Nature, утверждается, что к менструальной синхронности относятся случаи, когда у двух или более живущих вместе женщин начало менструального цикла становится ближе по календарной дате, чем за несколько месяцев до раздельного проживания. Макклинток предположила, что синхронность могут вызывать феромоны.
После первых исследований феномена были опубликованы другие статьи, в которых сообщалось о допущенных ранее методологических ошибках в исследованиях (в том числе в исследовании Макклинток). Кроме того, были опубликованы новые исследовательские работы, по результату которых не обнаружилось существования процесса менструальной синхронности. Предположительные механизмы феномена также подверглись критике в научной среде. Научный обзор 2013 года заключил, что менструальной синхронности, вероятно, не существует. Более поздние работы также подтвердили отсутствие подобного явления.